# Isidro Ferrer
Isidro Ferrer   (Madrid, 3 de març de 1963) és un dissenyador, escriptor i pensador aragonès. El seu caràcter somiador i creatiu nat l'han fet merèixer del reconeixement nacional i internacional com a dissenyador gràfic i il·lustrador. Alguns dels premis que ha rebut durant la seva trajectòria professional són el Premi Nacional de Disseny l'any 2002 i un Premi Nacional d'Il·lustració. L'artista compta amb una innumerable llista d'exposicions, premis i més d'una trentena de llibres publicats. Segons el mateix artista, la poesía es el andamio de su producción.
| « | Desde el dibujo trazado durante el viaje en las páginas de su siempre presente diario, hasta la imagen oficial del Estado español en el propio terreno de las imágenes, nada le es ajeno a Isidro Ferrer. Ilustrador y diseñador por devoración, actúa con la realidad de manera parecida a la máquina de hacer versos que imaginó el machadiano Juan de Mairena: por un lado entra el mundo, por otro sale la poesía. Se puede pensar que allí dentro se alberga uno de los grandes estómagos del planeta. | » |

## Biografia
Neix a Madrid l'any 1963. Somiador i creatiu nat, es gradua en Art Dramàtic i Escènic, professió a la qual es dedicarà durant una part dels anys 80 fins que pateix un accident que l'obligarà a abandonar els escenaris. A partir d'aquest accident és quan Ferrer comença a introduir-se en el món de la comunicació gràfica i va descobrint la que serà la seva gran passió.
El seu primer treball relacionat amb aquest món va ser la realització d'un fulletó de mà per l'Objecció de Consciència del Servei de Joventut de l'Ajuntament de Saragossa encara que la primera feina veritablement professional va ser realitzant il·lustracions pel diari Heraldo de Aragón durant el 1988. Va acabar complementant la seva formació a l'estudi Peret (Barcelona) amb qui teixirà una gran amistat. Gràcies a aquesta experiència, el seu estil s'acaba definint marcat també pel referent de Pla-Narbona. Cal destacar que aquest últim també va formar part de l'estudi Peret.
El 1989 és quan, finalment, crea l'Estudio Camaleón juntament amb tres professionals més a Saragossa. Aquest és el punt d'inflexió cap a una trajectòria professional encaminada a l'èxit i carregada de premis i reconeixements que no paren de créixer. El primer premi que rep és el Premi de Disseny Gràfic Jovenews. És des del 1996 que Isidro Ferrer treballa al seu estudi (Osca) i comença a rebre grans encàrrecs per grups editorials com Santillana o Alfaguara i el diari El País que l'ajudaran a obrir-se pas en el món del disseny, la il·lustració, la poesia visual i quasi totes les branques associades a la comunicació gràfica. El seu treball es caracteritza per aquesta interconnexió de diferents itineraris en el mateix artista, ja que és capaç de desenvolupar un treball de disseny gràfic com un treball més encarat a la il·lustració i sempre, mantenint una mateixa essència.
Des de l'any 2000 és membre d'AGI (Alliance Graphique Internationale). En aquest mateix any el seu treball apareix recollit a l'exposició Signos del Siglo. Poc després, l'any 2002, rep el Premi Nacional de Disseny atorgat pel Ministerio de Ciencia y Tecnología. En aquesta ocasió, el premi va ser entregat pel rei Joan Carles I i Isidro Ferrer va aprofitar per mostrar el seu rebuig a la Guerra d'Irak llegint un poema antibèl·lic de Glòria Fuertes i va ser aplaudit, entre d'altres, pel mateix monarca, segons el diari El Mundo. L'any 2006 va rebre el Premi Nacional d'Il·lustració a les millors il·lustracions infantils i juvenils del Ministerio de Educación y Cultura per Una casa para el Abuelo.
Tot i haver d'abandonar els escenaris, sempre ha estat vinculat al món escènic gràcies a una gran part de projectes que ha realitzat per aquest àmbit. Ferrer, a part de ser considerat un gran dissenyador gràfic i il·lustrador, també se'l considera un gran pensador i escriptor. A la seva llarga llista d'èxits també se li poden afegir treballs audiovisuals com l'anunci del New Beetle de Volkswagen o diverses cortinetes de continuïtat per Canal + premiades l'any 2000 amb el premi AEDP (Associació Espanyola de Professionals del Disseny).
Ocasionalment fa tallers de disseny i d'il·lustració, i el seu treball ha estat exposat de manera individual a Croàcia, Portugal, França, Itàlia, Mèxic, Colòmbia, Chile, al Centro Cultural de España d'Honduras, El Salvador, Perú i Estats Units. Gran part dels cartells que ha anat realitzant durant els anys han estat exposats en països com El Salvador i el Perú en l'exposició No es esto. En aquesta, també estaven inclosos els dissenys realitzats conjuntament amb Nicolás Sánchez i Sean Mackaouki pel Centre Dramàtic Nacional entre 2006 i 2009.

## Contextualització
Vivint en plena democràcia i cap al final de la crisi econòmica de 1973 es va iniciar a Espanya un nou període de consolidació en l'àmbit del disseny, contrastat per l'entrada en les institucions europees i pel suport institucional. A finals dels anys 70 comencen a aparèixer les primeres mostres d'imatges corporatives, que no es van generalitzar fins als 80’, per personatges com: Ives Zimmermann, Josep Maria Cruz Novillo, Josep Maria Trias i Albert Corazón.
Espanya patia un retard cultural vers la resta de països d'Europa, cosa que els dificultava posicionar-se en el mateix nivell. No obstant això, amb l'arribada de la democràcia i la llibertat, el país va començar a experimentar el seu primer moviment cultural contra l'opressió; és aleshores quan sorgeix un nou estil de vida entre 1977 i 1985. Un crit de llibertat durant el període de transició en el que va tenir lloc l'arribada de la cultura Punk o New Wave, la moda i la revolució sexual. Tot i que es va anomenar La Movida Madrileña, no va ser un fenomen exclusiu de la capital d'Espanya, sinó que també va passar en altres ciutats com Vigo, Barcelona, Bilbao, Sevilla i moltes altres que ja tenien els seus propis moviments. La Movida era coneguda com un període d'expressió de la música pop i underground, còmics, fotonovel·les, màrqueting descarat, pel·lícules i dissenys extravagants, així com els punks, els rockers, l'abús de l'alcohol i les drogues, els experiments sexuals i altres excessos. Per falta de revistes que parlessin del fenomen, es repartien fanzines donant així, entitat literària i catalogant els diferents esdeveniments de La Movida de Madrid, la qual van destacar alguns com: La Pluma Eléctrica, Rockocó de Miguel Trillo; Ediciones Moulinsart de Pepo i Kiko Fuentes; Mental, de Juan Mental i Banana Split, dels germans Astudillo. Més tard van aparèixer les revistes: La Luna i Madrid Me Mata d'Oscar Mariné, i altres publicacions finançades pels ajuntaments de Madrid i Vigo.
La vida nocturna madrilenya sempre va ser molt activa, no tan sols pels joves que sortien, sinó per una causa d'interès especial en les anomenades cultures alternatives o underground. I és que va ser degut als moviments culturals que, anteriorment, a través dels boom turístic, van arribar de la resta d'Europa durant els anys 60’ i 70’ i, que, la caiguda de la dictadura i el canvi de règim els va facilitar el fet de poder transmetre la cultura d'una manera més oberta i lliberal. Aviat aquest nou moviment nascut a Madrid, va començar a tenir més importància en l'àmbit sociològic i nacional, estenent-se a altres capitals espanyoles, malgrat el seu desconeixement. A més a més, gràcies al suport polític per aquesta cultura alternativa, es va voler mostrar un punt d'inflexió entre la societat franquista i la nova societat demòcrata. Aquesta nova imatge d'una Espanya “moderna" es va utilitzar per combatre la imatge “negativa” que el país en si havia obtingut al llarg de tota la dictadura de Franco.
A Barcelona van destacar molts artistes relacionats amb el món del còmic underground com Nazario entre d'altres; de les revistes, la qual una de les més importants va ser Madriz (1984-87); però sobretot dels fanzines, definida com: la premsa genuïna de La Movida, la qual el seu contingut era majoritàriament musical. Els mitjans artesanals van reflectir i impulsar el veritable esperit de La Movida, que fins aleshores havia estat coneguda com “el rollo”, i van contribuir amb la creació d'una identitat comuna: Premamá (Premsa, Marginal, Madrilenya).

## Estil
- Àmbit i anàlisi del disseny

El nom d'Isidro Ferrer abasta moltes especialitats que en part, són el seu segell a l'hora de treballar. La seva obra consta de llibres, cartells o curts animats, un món propi que ha anat creant. L'espectador queda totalment captivat per la seva obra gràcies a la proximitat que transmet l'artista amb els seus treballs. Destinat a un públic molt ampli, nens i adults han quedat atrapats per aquesta manera de comunicar. Amb arrels surrealistes que marquen part de les seves obres, l'experimentació és el plat fort d'aquest artista madrileny instal·lat actualment a Osca. Les seves obres acaben parlant per si soles sense necessitar cap explicació prèvia.
El seu estil es caracteritza precisament per no tenir-lo clarament definit. Si per alguna cosa destaca Ferrer, és per saber combinar i realitzar treballs de diferents itineraris dins el món de la comunicació gràfica. Un tret que el caracteritza és que segueix lligat al treball manual, al poder sentir els objectes, allò que està creant i no contempla l'opció de passar-se al món digital. Ferrer no deixa indiferent a ningú. Conegut, sobretot, per ser un poeta visual que juga amb tot tipus d'elements que li proporcionin allò que busca, les seves obres, però, es caracteritzen sovint per la inquietud que mostra l'artista per crear cares a partir de la combinació de diferents elements, sovint inconnexos entre ells.
El sentit comú deixa pas a la imaginació i la creativitat en voler enviar un missatge d'una manera subtil, jugant amb elements bàsics. La seva obra parteix, normalment, d'imatges ja existents en el nostre inconscient que acaben creant noves imatges que transmeten un missatge diferent. Aquestes imatges juguen amb sentits diferents gràcies a la combinació d'objectes quotidians que acaben cobran una rellevància excepcional, convertint-se en significants de continguts sorprenents que, de tant en tant, serveixen de medi per representar-se a si mateix. Acostuma a jugar amb el surrealisme i amb la combinació xocant de motius perquè, fotografiats en conjunt, puguin adquirir una nova dimensió. Per altra banda, les textures tenen un paper molt important en les composicions d'alguns materials que, al passar pel seu filtre, s'humanitzen o "animalitzen" convertint-se en personatges singulars.
Convençut de què el panorama actual dins el món del disseny està creixent i va per bon camí, Ferrer troba a faltar una mica de bogeria en les propostes actuals, alguna cosa que desperti la societat, que la commogui i l'emocioni. Amant del treball realitzat amb les mans, està convençut que internet no és el causant de què hi hagi hagut un canvi dràstic dins el món del disseny, si més no, el canvi que ha provocat és en les relacions personals i en la informació abundant i immediata que ha acabat sent desinformació.

## Exposicions[11]
- La aduana del semoviente, Paraninfo de la Universidad, Zaragoza (1992)
- Isidro Ferrer, Biennale Mladih, Mali Salon, Rijeka (Croacia) (1995)
- La voz ajena, Diputació d'Osca, Osca (1999)
- Escaparate, Librairíe la Hune, París (Francia) (2000)
- Isidro Ferrer, Armazém 7, Lisboa (Portugal) (2000)
- Exils, Les Index, Rouen (Francia) (2000)
- La paraula dibuixada, Centro de Cultura Antiguo Instituto, Gijón (2001)
- Impressions, Insula Galerie, París (Francia) (2001)
- Paisatge diari, Sala de Exposiciones de la UNED, Barbastro, Huesca (2002)
- Ojo por hoja, Centro Cultural, Universidad Católica, Quito (Ecuador) (2003)
- Isidro Ferrer, Museo de Arquitectura de la Universidad Nacional de Bogotá (Colombia) (2003)
- Isidro Ferrer, Spazio Steiner, International Poster School, Torino (Italia) (2004)
- Centro Cultural de España (México) (2005)
- A cielo abierto, Panta Rhei, Madrid (2005)
- Diaris il·lustrats, Fons de la Diputació Provincial d'Osca, Sala Xaudaró, Monzón (2006)
- Ni crudo, ni cocido, itinerante:

Ses Voltes, Palma
Médiathéque / Hotel de Ville, Tournefeville (Francia)
Centro Cultural del Matadero, Huesca
Palacio Montcada, Fraga
Museo de Teruel, Teruel
- Divageando, Sala Museo de Anciles, Benasque, Huesca (2007)
- El don de las cosas, Facultad de Arquitectura, Arte y Diseño, Universidad Diego Portales, Santiago de Chile (Chile) (2007)
- El libro de las preguntas, Alliance Française, Sabadell, Barcelona (2007)
- Ni crudo, ni cocido, Centro Cultural de España, Tegucigalpa (Honduras) (2008)
- Libro de las preguntas, Obra Social Caja Madrid, Espacio para el Arte, Zaragoza (2008)
- No es esto, Claustro del Monasterio Nuevo de San Juan de la Peña, Huesca (2008)
- Carteles de Isidro Ferrer, Teatro Bretón, Logroño (2008)
- Libro de las preguntas, Facultad de Diseño, Universidad Politécnica de Valencia, Valencia (2008)
- Laterna magica, Galerie Montgrand, Marsella (Francia) (2009)
- Das maos à obra, Biblioteca Municipal de Cascais (Portugal) (2009)
- No es esto, Centro Cultural de España, San Salvador (El Salvador) (2009)
- Libro de las preguntas, Obra Social Caja Madrid, Aranjuez (2009)
- Intercambios, Fundación Rodriguez Acosta, Granada (2010)
- L'allumette, Esac, Pau (Francia) (2010)
- Abrir la ventana, La Cala, Chodes, Zaragoza (2010)
- No es esto, Centro Cultural de España, Lima (Perú) (2010)
- Affiches, École Intuit Lab, Aix-en-Provence (Francia) (2010)
- 116 carteles, ESAD Arte + Diseño, Espaço quadra, Matosinhos (Portugal) (2011)
- 'Pósters Isidro Ferrer, SCAD - Savannah College of Art and Design, Savannah (Estados Unidos) (2011)
- No es esto, CCEBA - Centro Cultural de España en Buenos Aires (Argentina) (2011)
- Los sueños de Helena, Museo Patio Herreriano, Valladolid (2012)
- Crear objetos / Fingir imágenes, SET - Espai d'Art, Valencia (2012)
- No es esto, Museo Municipal de Arte Moderno, Mendoza (Argentina) (2012)
- Y otros sueños, Centro - Diseño, cine y televisión, México D.F. (México) (2012)
- Plantar cara, Palacio de la Aljafería, Zaragoza (2012)
- Un laberinto en la piscina, Escola d'art, Tarragona (2013)
- Colección de asombros, Centre d'Art Shcherbenko, Kiev (Ucrania) (2013)
- Pensar con las manos, Sala d'exposicions Josep Renau, Facultad de Belles Arts-UPV, Valencia (2013)
- Erre con erre, Museo Barrilete, Córdoba. (Argentina) (2013)
- Elogio del desorden, Galería Plop, Santiago de Chile (Chile) (2013)
- Nature nomade, Fotokino, Marseille (Francia) (2013)

## Premis[12]
- Primer Premi de Disseny Gràfic Jovenews concedit per la revista ARDI (1991)
- Premi del Ministeri de Cultura al llibre més ben editat (1993)
- Premi del Ministeri de Cultura al llibre més ben editat, El Vuelo de la Razón. (1993)
- Premi Imagen Gráfica Biennale of Young Mediterranean Artis, Rijeka (Croacia) (1995)
- Premi Laus plata d'il·lustració, pel llibre Yo me lo guiso, yo me lo como. ADG-FAD (1996)
- Premi Lazarillo d'il·lustració infantil OEPLI i el Ministeri d'Educació i Cultura, pel llibre El verano y sus amigos. (1996)
- Premi de la Crítica Serra d'Or, pel llibre En Cosme i el monstre Menjamonts (2000)
- Premi AEPD, per les cortinetes de continuïtat de Verano 98 per Canal +. Associació Espanyola de Professionals del Disseny, AEPD (2000)
- Tercer premi del 12º Festival Internacional d'affiches de Chaumont (Francia), cartell Luís Buñuel (2001)
- Premi de Diseño AEPD 2001, a la imagen del 1er Centenario de Luis Buñuel. Associació Espanyola de Professionals del Disseny, AEPD (2001)
- Premi Experimenta de Disseny. Experimenta Ediciones de Diseño (2002)
- Premi Nacional de Disseny. Ministeri de Ciència i Tecnologia i la Fundació BCD (2002)
- Premi Daniel Gil d'edició (2003)
- Premi Nacional d'Il·lustració a les millors il·lustracions infantils i juvenils del Ministeri d'Educació i Cultura (2006)
- Premi Junceda Iberia d'il·lustració de l'Associació Professional d'Il·lustradors de Catalunya, APIC (2006)
- Premi AEPD de Disseny Gràfic Editorial pel:El Libro de las Preguntas.
- Poster, European Design awards (Estocolmo), a la serie de carteles para el CDN (2008)
- Premi Gràffica (2011)
- Bronze, Film Festival Posters (Estados Unidos), cartell Huesca International Film Festival 2012, realitzat en col·laboració amb Chema Madoz (2012)
- Plata, Golden Label Awards (Austria), millor concepte de marketing, Agua de Lunares (2013)